# Boardman (Oregon)
Boardman és una població dels Estats Units a l'estat d'Oregon. Segons el cens del 2007 tenia 3.310 habitants.

## Demografia
Segons el cens del 2000, Boardman tenia 2.855 habitants, 853 habitatges, i 686 famílies. La densitat de població era de 307,9 habitants per km².
Dels 853 habitatges en un 53% hi vivien nens de menys de 18 anys, en un 57,4% hi vivien parelles casades, en un 14,4% dones solteres, i en un 19,5% no eren unitats familiars. En el 14,7% dels habitatges hi vivien persones soles el 4% de les quals corresponia a persones de 65 anys o més que vivien soles. El nombre mitjà de persones vivint en cada habitatge era de 3,33 i el nombre mitjà de persones que vivien en cada família era de 3,66.
Per edats la població es repartia de la següent manera: un 38,1% tenia menys de 18 anys, un 11% entre 18 i 24, un 30,5% entre 25 i 44, un 15% de 45 a 60 i un 5,3% 65 anys o més.
L'edat mediana era de 25 anys. Per cada 100 dones de 18 o més anys hi havia 114,8 homes.
La renda mediana per habitatge era de 32.105$ i la renda mediana per família de 32.543$. Els homes tenien una renda mediana de 30.000$ mentre que les dones 21.765$. La renda per capita de la població era de 12.297$. Aproximadament el 16,3% de les famílies i el 20,1% de la població estaven per davall del llindar de pobresa.

## Poblacions més properes
El següent diagrama mostra les poblacions més properes.